# Aegukga
Aegukga är Sydkoreas nationalsång. Aegukga betyder ungefär "sången om kärleken till landet". Den består av fyra verser och sjungs oftast som de flesta andra nationalsånger i kör.

## Text
|         | Hangul                                                             | Hangul och hanja                                                   | Romanisering                                                                               |
| ------- | ------------------------------------------------------------------ | ------------------------------------------------------------------ | ------------------------------------------------------------------------------------------ |
| 1       | 동해 물과 백두산이 마르고 닳도록 하느님이 보우하사 우리나라 만세   | 東海 물과 白頭山이 마르고 닳도록 하느님이 保佑하사 우리나라 萬歲   | Donghae mulgwa Baekdusani mareugo daltorok Haneunimi bouhasa urinara manse                 |
| Refräng | 무궁화 삼천리 화려강산 대한사람 대한으로 길이 보전하세             | 無窮花 三千里 華麗江山 大韓사람 大韓으로 길이 保全하세             | Mugunghwa samcheonli hwaryeogangsan Daehansaram daehaneuro giri bojeonhase                 |
| 2       | 남산 위에 저 소나무 철갑을 두른 듯 바람서리 불변함은 우리 기상일세 | 南山 위에 저 소나무 鐵甲을 두른 듯 바람서리 不變함은 우리 氣像일세 | Namsan wie jeo sonamu cheolgabeul dureun deut Baram seori bulbyeonhameun uri gisangilse    |
| Refräng |                                                                    |                                                                    |                                                                                            |
| 3       | 가을 하늘 공활한데 높고 구름 없이 밝은 달은 우리 가슴 일편단심일세 | 가을 하늘 空豁한데 높고 구름 없이 밝은 달은 우리 가슴 一片丹心일세 | Ga-eul haneul gonghwalhande nopgo gureum eopsi Balgeun dareun uri gaseum ilpyeondansimilse |
| Refräng |                                                                    |                                                                    |                                                                                            |
| 4       | 이 기상과 이 맘으로 충성을 다하여 괴로우나 즐거우나 나라 사랑하세  | 이 氣像과 이 맘으로 忠誠을 다하여 괴로우나 즐거우나 나라 사랑하세  | I gisanggwa i mameuro chungseong-eul dahayeo Goerouna jeulgeouna nara saranghase           |
| Refräng |                                                                    |                                                                    |                                                                                            |